# تانوس
تانوس (به انگلیسی: Thanos) یک شخصیت خیالی ابرشرور در کتاب‌های کامیک آمریکایی منتشر شده توسط مارول کامیکس است. این شخصیت که به‌وسیله نویسنده مارک فردریک و تصویرگر جیم استرالین خلق شده است، اولین بار در مرد آهنی شکست‌ناپذیر شماره ۵۵ام (فوریه ۱۹۷۳) ظاهر شد. اولین حضور او از عصر برنز کتاب‌های کمیک بود و تا سه دهه در کتاب‌های کامیک حضور داشت. تانوس یکی از قدرتمندترین موجودات در دنیای مارول محسوب می‌شود و با بسیاری از قهرمان‌ها شامل انتقام‌جویان، نگهبانان کهکشان، چهار شگفت‌انگیز و مردان ایکس روبرو شده است.
تانوس با الهام از الهه مرگ اساطیر یونانی به نام تاناتوس ساخته شده است. تانوس جدا از کتاب‌های کامیک، در سریال‌های کارتونی تلویزیونی، بازی‌های آرکید و ویدئویی، فیلم، اسباب‌بازی و کارت بازی نیز دیده می‌شود. بر اساس رده‌بندی ۱۰۰ تبه کار برتر کتاب‌های کامیک آی‌جی‌ان رتبهٔ ۴۷ام متعلق به تانوس می‌باشد.
در آثار دنیای سینمایی مارول، جاش برولین نقش تانوس را ایفا می‌کند. در این آثار ثانوس سعی می‌کند که سنگ‌های ابدیت را بدست آورد و بدین وسیله به قوی‌ترین موجود جهان تبدیل شده و نیمی از بشریت را نابود کند. او در این کار موفق شده اما در آخر از انتقام‌جویان شکست می‌خورد.

## زندگینامه ساختگی شخصیت
تانوس در تایتان، یکی از قمرهای زحل به دنیا آمده است و فرزند دو جاودان به نام‌های عالارس و سوی-سان می‌باشد. تانوس حامل ژن نژاد دیویئِنت‌ها است و به همین خاطر نیز ظاهرش شبیه به آن‌هاست. با وجود آنکه در این مورد با او به خوبی رفتار شد، تانوس از ظاهر خودش ناراحت می‌شود و از دیگران دوری می‌جوید و تنها با برادرش اروس (استارفاکس) بازی می‌کند. تانوس شیفته هیچ‌انگاری و مرگ می‌شود، ایزد مرگ را می‌پرستد و عاشق تجسم فیزیکی آن یعنی بانو مرگ می‌شود. او زمانی که به بزرگ‌سالی می‌رسد، از وسایل مکانیکی و جادویی استفاده می‌کند و به قویترین تیتان تبدیل می‌شود و بعضی اوقات نیز تایتان دیوانه نامیده می‌شود. تانوس دو دختر هم ب نام‌های نبیولا و گامورا دارد.

تانوس در حال مبارزه با مرد عنکبوتی و تینگ.

### مکعب کیهانی و سنگ‌های ابدیت
برای خوشحال کردن بانو مرگ، تانوس ارتشی از فضایی‌ها ایجاد می‌کند و تیتان را بمباران اتمی می‌کند و میلیون‌ها نفر از نسل خود را می‌کشد. همچنین برای پیدا کردن قدرت جهان در قالب مکعب کیهانی به زمین سفر می‌کند. حین فرود آمدنش بر روی زمین، سفینه‌اش ماشین یک خانواده را در حالی که شاهد ماجرا بودند از بین می‌برد. او متوجه نمی‌شود که دو نفر از اعضای خانواده زنده می‌مانند. روح پدر خانواده توسط کرونوس تسخیر می‌شود و به درکس د دسترویر تبدیل می‌شود در حالی که دخترش توسط پدر تانوس پیدا می‌شود که او را به مون‌دراگون تبدیل می‌کند. تانوس مکان مکعب کیهانی را پیدا می‌کند و توجه بانو مرگ را جلب می‌کند. وی تلاش می‌کند تا به کمک مکعب قادر مطلق شود، اما مکعب را خراب می‌کند. او کرونوس، کِری و کاپیتان مارول را زندانی می‌کند چرا که به انتقام‌جویان و ایساک در شکست دادنش کمک کرده بودند.

ثانوس دستکش آهنی بی‌نهایت را به دست می‌کند.

تانوس بعدها به آدام وارلاک در جنگ با ماگوس و امپراتوری مذهبی‌اش کمک می‌کند. در طی همان ماجرا، تانوس برای پیوستن به بانو مرگ نقشه می‌کشد و به صورت مخفیانه جواهر روح آدام وارلاک را می‌دزدد و قدرتش را با دیگر سنگ‌های ابدیت همراه می‌کند تا سلاحی بسازد که می‌تواند ستاره‌ای را نیز نابود کند. وارلاک انتقام‌جویان و کاپیتان مارول را فرا می‌خواند تا تانوس را متوقف کنند، اما نقشه شکست می‌خورد و وارلاک به دست تانوس کشته می‌شود. تانوس تمام قهرمانان را زندانی می‌کند اما مرد عنکبوتی و تینگ آن‌ها را آزاد می‌کنند. نهایتاً روح وارلاک از سنگ روح بیرون می‌آید و تانوس را تبدیل به سنگ می‌کند. در نهایت روح تانوس دیده می‌شود که روح کاپیتان مارول را به دنیای مردگان همراهی می‌کند. تو کمیک ثور۲۰۲۰ وقتی که ثور زمستان سیاه رو نابود کرد زمستان سیاه قبل از مرگ به ثور نشون داد که چجوری قراره بمیره، ثور دید که به دست تانوس کشته میشه. تو اون رؤیا ثور میولنیر رو تو دستای تانوس میبینه که شیش سنگ ابدیت هم به دست دارد.

### حماسه بی‌نهایت
تانوس زنده می‌شود، دوباره سنگ‌هایی بی‌نهایت را جمع می‌کند. او از جواهرات استفاده می‌کند تا دستکش ابدیت را بسازد و قادر مطلق می‌شود و برای اثباتش عشقش به دث، نیمی از موجودات جهان را نابود می‌کند. این کار و خیلی کارهای دیگر او توسط وارلاک خنثی می‌شود. وارلاک می‌گوید که تانوس همیشه به خودش اجازه داده تا شکست بخورد چرا که تایتان می‌داند او لایق قدرت بسیار زیاد نیست. تانوس همراه وارلاک به نگهبانی بی‌نهایت می‌پیوندد و به او کمک می‌کند تا اولین دشمنش شیطانی و نیکویش را شکست دهد. همچنین «دیوانگی جنگجو» ثور را درمان می‌کند.

### جنگ‌های پنهان
تانوس در جنگ‌های پنهان بعد از برخود دو دنیای ۶۱۶ و دنیای ۱۶۱۰ به سفینه رفت و زنده ماند. پس از آن به مخالفت با پروردگار دووم پرداخت و جنگ‌های فروانی با او انجام داد. او حتی بن گریم را آزاد کرد تا با پروردگار دووم مبارزه کند بن گریم هم به اندازه گالاکتوس بزرگ شد تا با او مبارزه کند. پس از مدتی تانوس توسط دکتر دووم نابود شد، ولی با پایان جنگ‌های پنهان دوباره به زندگی برگشت.

## توانایی‌ها و قدرت‌ها

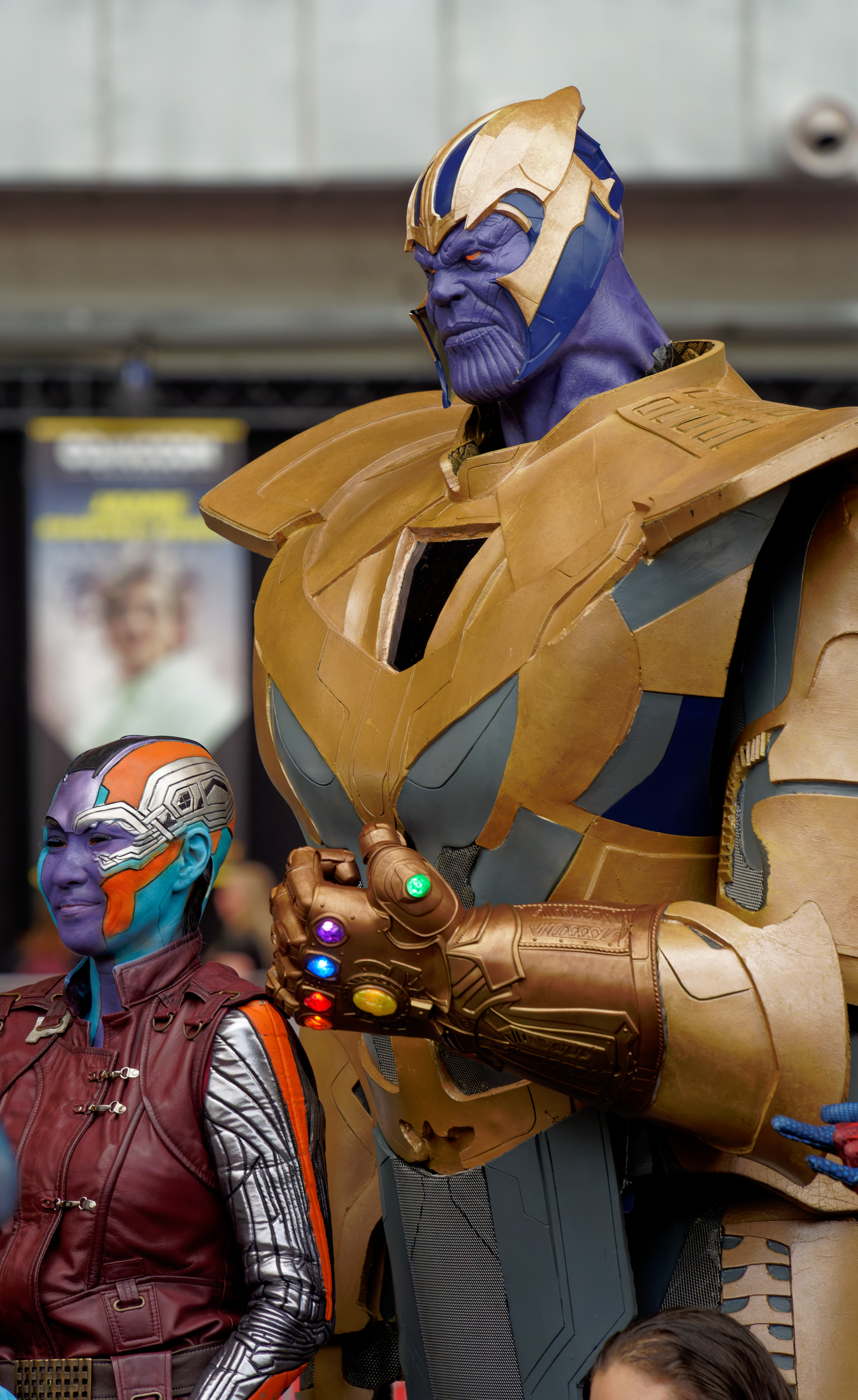
Comiccon Brussels 2023 - Cosplay of Nebula and Thanos

تانوس یکی از اعضای نژاد جاودانان تیتان‌ها می‌باشد. این شخصیت توانایی‌های اکثر جاودانان را دارد، اما این توانایی‌ها بخاطر ترکیب شدن ژن جاودانی، قدرت‌های خدایی و نهاد مرگ، به درجه بالاتری رسیده‌اند. به غیر از داشتن قدرت، استقامت، پایداری و حواس ابرانسانی، تانوس می‌تواند انرژی پلاسما شلیک کند. همچنین قابلیت‌های آسیب‌ناپذیری، دوراگاهی و دور جنبی را دارد. او یک مبارز تن به تن تعلیم دیده است و در تایتان آموزش هنرهای جنگی را دیده است.
تانوس تقریباً در تمام علوم پیشرفته شناخته شده نابغه است و وسایل تکنولوژیکی را ساخته که با علوم کنونی در زمین فاصله زیادی دارند. او یک صندلی حمل نقل در اختیار دارد که می‌تواند، در زمان سفر، در مکان و در ابعاد دیگر دنیا سفر کند. او همچنین یک رزم‌آرا حرفه‌ای محسوب می‌شود و از کشتی‌ای فضایی با نام محراب ۲ به عنوان مقر فرماندهی استفاده می‌کند.

## در دیگر رسانه‌ها

### تلویزیون
- تانوس در سریال کارتونی موج سوار نقره ای با صدای گری کراوفورد حضور داشت. بنابر استانداردهای رسانه‌ای فاکس، تانوس به جای مرگ، با عنوان یکی از بندگان خائوس (اشاره شده با عنوان بانو هاویه) به تصویر کشیده شده است.[۲۰]
- تانوس در نمایش چهارگانه ابرقهرمانان حضور داشت. او در فصل اول با صدای استیون بلوم و در فصل دوم با صدای جیم کامینگز بوده است.
- تانوس همچنین در مجموعه پویانمایی گردآوری انتقام‌جویان و نگهبانان کهکشان با صداپیشگی آیزاک سی سینگلتون جر حضور دارد.

### سینما
- تانوس با بازی دامیون پویتیر[۲۱] حضور مختصری در پایان فیلم انتقام‌جویان (۲۰۱۲) داشت.[۲۲] کوین فایگی رئیس مارول استودیوز گفته بود که برنامه‌هایی برای این شخصیت در فیلم‌های آینده دارد.[۲۳]
- قبل از اینکه جاش برولین نقش تانوس را ایفا کند نقش تانوس به عنوان یک ضد قهرمان به امینم پیشنهاد داده شده بود، ولی امینم با آن را رد کرد.[۲۴]
- جاش برولین نقش شخصیت تانوس را در فیلم‌های نگهبانان کهکشان (۲۰۱۴)، انتقام‌جویان: عصر اولتران (۲۰۱۵)، انتقام‌جویان: جنگ ابدیت (۲۰۱۸) و انتقام‌جویان: پایان بازی (۲۰۱۹) ایفا کرده است.[۲۵]